# Tropicale Amissa Bongo 2018
La 13e édition de la Tropicale Amissa Bongo a lieu du 15 au 21 janvier 2018. La course est la première épreuve professionnelle de l'année et fait partie du calendrier UCI Africa Tour 2018 en catégorie 2.1.

## Équipes
Quinze équipes participent à cette Tropicale Amissa Bongo : trois équipes continentales professionnelles, trois équipes continentales et neuf équipes nationales :
| Équipes continentales professionnelles | Équipes continentales professionnelles | Équipes continentales professionnelles |
| Nom de l'équipe                        | Pays                                   | Code                                   |
| -------------------------------------- | -------------------------------------- | -------------------------------------- |
| Delko-Marseille Provence-KTM           | France                                 | DMP                                    |
| Direct Energie                         | France                                 | TDE                                    |
| Wilier Triestina-Selle Italia          | Italie                                 | WIL                                    |

| Équipes continentales | Équipes continentales | Équipes continentales |
| Nom de l'équipe       | Pays                  | Code                  |
| --------------------- | --------------------- | --------------------- |
| Bike Aid              | Allemagne             |                       |
| Sovac-Natura4Ever     | Belgique              |                       |
| Sporting-Tavira       | Portugal              |                       |

| Équipes nationales | Équipes nationales | Équipes nationales |
| Nom de l'équipe    | Pays               | Code               |
| ------------------ | ------------------ | ------------------ |
| Burkina Faso       | Burkina Faso       |                    |
| Cameroun           | Cameroun           |                    |
| Côte d'Ivoire      | Côte d'Ivoire      |                    |
| Érythrée           | Érythrée           |                    |
| Éthiopie           | Éthiopie           |                    |
| Gabon              | Gabon              |                    |
| Maroc              | Maroc              |                    |
| Rwanda             | Rwanda             |                    |
| Tunisie            | Tunisie            |                    |

## Étapes
Sept étapes représentant 1 100 kilomètres sont au programme de cette édition.
| Étape     | Date     | Villes étapes           | type                      | Distance (km) | Vainqueur d'étape | Leader du classement général |
| --------- | -------- | ----------------------- | ------------------------- | ------------- | ----------------- | ---------------------------- |
| 1re étape | 15 janv. | Kango – Lambaréné       | étape de plaine           | 146,6         | Lucas Carstensen  | Lucas Carstensen             |
| 2e étape  | 16 janv. | Ndendé – Fougamou       | étape de plaine           | 173           | Brenton Jones     | Lucas Carstensen             |
| 3e étape  | 17 janv. | Fougamou – Lambaréné    | étape de plaine           | 114           | Rinaldo Nocentini | Brenton Jones                |
| 4e étape  | 18 janv. | Ndjolé – Mitzic         | étape de moyenne montagne | 182,5         | Joseph Areruya    | Joseph Areruya               |
| 5e étape  | 19 janv. | Oyem – Ambam (Cameroun) | étape vallonnée           | 141,4         | Brenton Jones     | Joseph Areruya               |
| 6e étape  | 20 janv. | Bitam – Oyem            | étape vallonnée           | 107           | Rinaldo Nocentini | Joseph Areruya               |
| 7e étape  | 21 janv. | Bikele – Libreville     | étape de plaine           | 133,5         | Luca Pacioni      | Joseph Areruya               |

## Déroulement de la course

### 1reétape
| Classement | Classement         | Classement | Classement                    | Classement         |
|            | Coureur            | Pays       | Équipe                        | Temps              |
| ---------- | ------------------ | ---------- | ----------------------------- | ------------------ |
| 1er        | Lucas Carstensen   | Allemagne  | Bike Aid                      | en 3 h 41 min 52 s |
| 2e         | Adrien Petit       | France     | Direct Énergie                | + 0 s              |
| 3e         | Youcef Reguigui    | Algérie    | Sovac-Natura4Ever             | + 0 s              |
| 4e         | Luca Pacioni       | Italie     | Wilier Triestina-Selle Italia | + 0 s              |
| 5e         | Henok Mulubrhan    | Érythrée   | Érythrée                      | + 0 s              |
| 6e         | Tesfom Okubamariam | Érythrée   | Érythrée                      | + 0 s              |
| 7e         | Eugert Zhupa       | Albanie    | Wilier Triestina-Selle Italia | + 0 s              |
| 8e         | Brenton Jones      | Australie  | Delko-Marseille Provence-KTM  | + 0 s              |
| 9e         | Meron Abraham      | Érythrée   | Bike Aid                      | + 0 s              |
| 10e        | Nicola Toffali     | Italie     | Sporting-Tavira               | + 0 s              |
| modifier   |                    |            |                               |                    |

| \| Classement général \| Classement général \| Classement général \| Classement général \| Classement général \| \| Coureur \| Coureur \| Pays \| Équipe \| Temps \| \| ------------------ \| ------------------ \| ------------------ \| ----------------------------- \| ------------------ \| \| 1er \| Lucas Carstensen \| Allemagne \| Bike Aid \| 3 h 41 min 42 s \| \| 2e \| Adrien Petit \| France \| Direct Énergie \| + 4 s \| \| 3e \| Soufiane Haddi \| Maroc \| Maroc \| + 5 s \| \| 4e \| Youcef Reguigui \| Algérie \| Sovac-Natura4Ever \| + 6 s \| \| 5e \| Luca Pacioni \| Italie \| Wilier Triestina-Selle Italia \| + 10 s \| \| 6e \| Henok Mulubrhan \| Érythrée \| Érythrée \| + 10 s \| \| 7e \| Tesfom Okubamariam \| Érythrée \| Érythrée \| + 10 s \| \| 8e \| Eugert Zhupa \| Albanie \| Wilier Triestina-Selle Italia \| + 10 s \| \| 9e \| Brenton Jones \| Australie \| Delko-Marseille Provence-KTM \| + 10 s \| \| 10e \| Meron Abraham \| Érythrée \| Bike Aid \| + 10 s \| |                    |           |                               |                 |
| |                    |           |                               |                 |
| |                    |           |                               |                 |
| Classement général |                    |           |                               |                 |
| Coureur | Coureur            | Pays      | Équipe                        | Temps           |
| 1er | Lucas Carstensen   | Allemagne | Bike Aid                      | 3 h 41 min 42 s |
| 2e | Adrien Petit       | France    | Direct Énergie                | + 4 s           |
| 3e | Soufiane Haddi     | Maroc     | Maroc                         | + 5 s           |
| 4e | Youcef Reguigui    | Algérie   | Sovac-Natura4Ever             | + 6 s           |
| 5e | Luca Pacioni       | Italie    | Wilier Triestina-Selle Italia | + 10 s          |
| 6e | Henok Mulubrhan    | Érythrée  | Érythrée                      | + 10 s          |
| 7e | Tesfom Okubamariam | Érythrée  | Érythrée                      | + 10 s          |
| 8e | Eugert Zhupa       | Albanie   | Wilier Triestina-Selle Italia | + 10 s          |
| 9e | Brenton Jones      | Australie | Delko-Marseille Provence-KTM  | + 10 s          |
| 10e | Meron Abraham      | Érythrée  | Bike Aid                      | + 10 s          |

### 2eétape
| Classement | Classement         | Classement | Classement                    | Classement        |
|            | Coureur            | Pays       | Équipe                        | Temps             |
| ---------- | ------------------ | ---------- | ----------------------------- | ----------------- |
| 1er        | Brenton Jones      | Australie  | Delko-Marseille Provence-KTM  | en 4 h 3 min 25 s |
| 2e         | Luca Pacioni       | Italie     | Wilier Triestina-Selle Italia | + 0 s             |
| 3e         | Lucas Carstensen   | Allemagne  | Bike Aid                      | + 0 s             |
| 4e         | Meron Abraham      | Érythrée   | Bike Aid                      | + 0 s             |
| 5e         | Alexander Geuens   | Belgique   | Sovac-Natura4Ever             | + 0 s             |
| 6e         | Youcef Reguigui    | Algérie    | Sovac-Natura4Ever             | + 0 s             |
| 7e         | Yannick Martinez   | France     | Delko-Marseille Provence-KTM  | + 0 s             |
| 8e         | Ali Nouisri        | Tunisie    | Tunisie                       | + 0 s             |
| 9e         | El Mehdi Chokri    | Maroc      | Maroc                         | + 0 s             |
| 10e        | Tesfom Okubamariam | Érythrée   | Érythrée                      | + 0 s             |
| modifier   |                    |            |                               |                   |

| \| Classement général \| Classement général \| Classement général \| Classement général \| Classement général \| \| Coureur \| Coureur \| Pays \| Équipe \| Temps \| \| ------------------ \| ------------------ \| ------------------ \| ----------------------------- \| ------------------ \| \| 1er \| Lucas Carstensen \| Allemagne \| Bike Aid \| 7 h 45 min 03 s \| \| 2e \| Brenton Jones \| Australie \| Delko-Marseille Provence-KTM \| + 3 s \| \| 3e \| Adrien Petit \| France \| Direct Énergie \| + 6 s \| \| 4e \| Luca Pacioni \| Italie \| Wilier Triestina-Selle Italia \| + 8 s \| \| 5e \| Youcef Reguigui \| Algérie \| Sovac-Natura4Ever \| + 10 s \| \| 6e \| Yannick Martinez \| France \| Delko-Marseille Provence-KTM \| + 11 s \| \| 7e \| Henok Mulubrhan \| Érythrée \| Érythrée \| + 11 s \| \| 8e \| Gatis Smukulis \| Lettonie \| Delko-Marseille Provence-KTM \| + 11 s \| \| 9e \| Mohcine El Kouraji \| Maroc \| Maroc \| + 12 s \| \| 10e \| Sirak Tesfom \| Érythrée \| Érythrée \| + 13 s \| |                    |           |                               |                 |
| |                    |           |                               |                 |
| |                    |           |                               |                 |
| Classement général |                    |           |                               |                 |
| Coureur | Coureur            | Pays      | Équipe                        | Temps           |
| 1er | Lucas Carstensen   | Allemagne | Bike Aid                      | 7 h 45 min 03 s |
| 2e | Brenton Jones      | Australie | Delko-Marseille Provence-KTM  | + 3 s           |
| 3e | Adrien Petit       | France    | Direct Énergie                | + 6 s           |
| 4e | Luca Pacioni       | Italie    | Wilier Triestina-Selle Italia | + 8 s           |
| 5e | Youcef Reguigui    | Algérie   | Sovac-Natura4Ever             | + 10 s          |
| 6e | Yannick Martinez   | France    | Delko-Marseille Provence-KTM  | + 11 s          |
| 7e | Henok Mulubrhan    | Érythrée  | Érythrée                      | + 11 s          |
| 8e | Gatis Smukulis     | Lettonie  | Delko-Marseille Provence-KTM  | + 11 s          |
| 9e | Mohcine El Kouraji | Maroc     | Maroc                         | + 12 s          |
| 10e | Sirak Tesfom       | Érythrée  | Érythrée                      | + 13 s          |

### 3eétape
| \| Classement de l'étape \| Classement de l'étape \| Classement de l'étape \| Classement de l'étape \| Classement de l'étape \| \| Coureur \| Coureur \| Pays \| Équipe \| Temps \| \| --------------------- \| --------------------- \| --------------------- \| ----------------------------- \| --------------------- \| \| 1er \| Rinaldo Nocentini \| Italie \| Sporting-Tavira \| 2 h 43 min 04 s \| \| 2e \| Damien Gaudin \| France \| Direct Énergie \| + 0 s \| \| 3e \| Brenton Jones \| Australie \| Delko-Marseille Provence-KTM \| + 2 s \| \| 4e \| Youcef Reguigui \| Algérie \| Sovac-Natura4Ever \| + 2 s \| \| 5e \| Luca Pacioni \| Italie \| Wilier Triestina-Selle Italia \| + 2 s \| \| 6e \| Tesfom Okubamariam \| Érythrée \| Érythrée \| + 2 s \| \| 7e \| Bryan Nauleau \| France \| Direct Énergie \| + 2 s \| \| 8e \| Evaldas Šiškevičius \| Lituanie \| Delko-Marseille Provence-KTM \| + 2 s \| \| 9e \| Zemenfes Solomon \| Érythrée \| Érythrée \| + 2 s \| \| 10e \| Henok Mulubrhan \| Érythrée \| Érythrée \| + 2 s \| |                     |           |                               |                 |
| |                     |           |                               |                 |
| |                     |           |                               |                 |
| Classement de l'étape |                     |           |                               |                 |
| Coureur | Coureur             | Pays      | Équipe                        | Temps           |
| 1er | Rinaldo Nocentini   | Italie    | Sporting-Tavira               | 2 h 43 min 04 s |
| 2e | Damien Gaudin       | France    | Direct Énergie                | + 0 s           |
| 3e | Brenton Jones       | Australie | Delko-Marseille Provence-KTM  | + 2 s           |
| 4e | Youcef Reguigui     | Algérie   | Sovac-Natura4Ever             | + 2 s           |
| 5e | Luca Pacioni        | Italie    | Wilier Triestina-Selle Italia | + 2 s           |
| 6e | Tesfom Okubamariam  | Érythrée  | Érythrée                      | + 2 s           |
| 7e | Bryan Nauleau       | France    | Direct Énergie                | + 2 s           |
| 8e | Evaldas Šiškevičius | Lituanie  | Delko-Marseille Provence-KTM  | + 2 s           |
| 9e | Zemenfes Solomon    | Érythrée  | Érythrée                      | + 2 s           |
| 10e | Henok Mulubrhan     | Érythrée  | Érythrée                      | + 2 s           |

| \| Classement général \| Classement général \| Classement général \| Classement général \| Classement général \| \| Coureur \| Coureur \| Pays \| Équipe \| Temps \| \| ------------------ \| ------------------- \| ------------------ \| ----------------------------- \| ------------------ \| \| 1er \| Brenton Jones \| Australie \| Delko-Marseille Provence-KTM \| 10 h 28 min 08 s \| \| 2e \| Lucas Carstensen \| Allemagne \| Bike Aid \| + 1 s \| \| 3e \| Rinaldo Nocentini \| Italie \| Sporting-Tavira \| + 3 s \| \| 4e \| Adrien Petit \| France \| Direct Énergie \| + 7 s \| \| 5e \| Damien Gaudin \| France \| Direct Énergie \| + 7 s \| \| 6e \| Luca Pacioni \| Italie \| Wilier Triestina-Selle Italia \| + 9 s \| \| 7e \| Youcef Reguigui \| Algérie \| Sovac-Natura4Ever \| + 11 s \| \| 8e \| Salaheddine Mraouni \| Maroc \| Maroc \| + 12 s \| \| 9e \| Henok Mulubrhan \| Érythrée \| Érythrée \| + 12 s \| \| 10e \| Yannick Martinez \| France \| Delko-Marseille Provence-KTM \| + 12 s \| |                     |           |                               |                  |
| |                     |           |                               |                  |
| |                     |           |                               |                  |
| Classement général |                     |           |                               |                  |
| Coureur | Coureur             | Pays      | Équipe                        | Temps            |
| 1er | Brenton Jones       | Australie | Delko-Marseille Provence-KTM  | 10 h 28 min 08 s |
| 2e | Lucas Carstensen    | Allemagne | Bike Aid                      | + 1 s            |
| 3e | Rinaldo Nocentini   | Italie    | Sporting-Tavira               | + 3 s            |
| 4e | Adrien Petit        | France    | Direct Énergie                | + 7 s            |
| 5e | Damien Gaudin       | France    | Direct Énergie                | + 7 s            |
| 6e | Luca Pacioni        | Italie    | Wilier Triestina-Selle Italia | + 9 s            |
| 7e | Youcef Reguigui     | Algérie   | Sovac-Natura4Ever             | + 11 s           |
| 8e | Salaheddine Mraouni | Maroc     | Maroc                         | + 12 s           |
| 9e | Henok Mulubrhan     | Érythrée  | Érythrée                      | + 12 s           |
| 10e | Yannick Martinez    | France    | Delko-Marseille Provence-KTM  | + 12 s           |

### 4eétape
| \| Classement de l'étape \| Classement de l'étape \| Classement de l'étape \| Classement de l'étape \| Classement de l'étape \| \| Coureur \| Coureur \| Pays \| Équipe \| Temps \| \| --------------------- \| --------------------- \| --------------------- \| ----------------------------- \| --------------------- \| \| 1er \| Joseph Areruya \| Rwanda \| Rwanda \| 4 h 25 min 10 s \| \| 2e \| Ilia Koshevoy \| Biélorussie \| Wilier Triestina-Selle Italia \| + 0 s \| \| 3e \| Nikodemus Holler \| Allemagne \| Bike Aid \| + 9 s \| \| 4e \| Damien Gaudin \| France \| Direct Énergie \| + 38 s \| \| 5e \| Salaheddine Mraouni \| Maroc \| Maroc \| + 7 min 42 s \| \| 6e \| Rinaldo Nocentini \| Italie \| Sporting-Tavira \| + 7 min 42 s \| \| 7e \| Brenton Jones \| Australie \| Delko-Marseille Provence-KTM \| + 7 min 42 s \| \| 8e \| Luca Pacioni \| Italie \| Wilier Triestina-Selle Italia \| + 7 min 42 s \| \| 9e \| Henok Mulubrhan \| Érythrée \| Érythrée \| + 7 min 42 s \| \| 10e \| Tesfom Okubamariam \| Érythrée \| Érythrée \| + 7 min 42 s \| |                     |             |                               |                 |
| |                     |             |                               |                 |
| |                     |             |                               |                 |
| Classement de l'étape |                     |             |                               |                 |
| Coureur | Coureur             | Pays        | Équipe                        | Temps           |
| 1er | Joseph Areruya      | Rwanda      | Rwanda                        | 4 h 25 min 10 s |
| 2e | Ilia Koshevoy       | Biélorussie | Wilier Triestina-Selle Italia | + 0 s           |
| 3e | Nikodemus Holler    | Allemagne   | Bike Aid                      | + 9 s           |
| 4e | Damien Gaudin       | France      | Direct Énergie                | + 38 s          |
| 5e | Salaheddine Mraouni | Maroc       | Maroc                         | + 7 min 42 s    |
| 6e | Rinaldo Nocentini   | Italie      | Sporting-Tavira               | + 7 min 42 s    |
| 7e | Brenton Jones       | Australie   | Delko-Marseille Provence-KTM  | + 7 min 42 s    |
| 8e | Luca Pacioni        | Italie      | Wilier Triestina-Selle Italia | + 7 min 42 s    |
| 9e | Henok Mulubrhan     | Érythrée    | Érythrée                      | + 7 min 42 s    |
| 10e | Tesfom Okubamariam  | Érythrée    | Érythrée                      | + 7 min 42 s    |

| \| Classement général \| Classement général \| Classement général \| Classement général \| Classement général \| \| Coureur \| Coureur \| Pays \| Équipe \| Temps \| \| ------------------ \| ------------------ \| ------------------ \| ----------------------------- \| ------------------ \| \| 1er \| Joseph Areruya \| Rwanda \| Rwanda \| 14 h 53 min 21 s \| \| 2e \| Nikodemus Holler \| Allemagne \| Bike Aid \| + 11 s \| \| 3e \| Damien Gaudin \| France \| Direct Énergie \| + 34 s \| \| 4e \| Ilia Koshevoy \| Biélorussie \| Wilier Triestina-Selle Italia \| + 1 min 20 s \| \| 5e \| Brenton Jones \| Australie \| Delko-Marseille Provence-KTM \| + 7 min 39 s \| \| 6e \| Lucas Carstensen \| Allemagne \| Bike Aid \| + 7 min 40 s \| \| 7e \| Rinaldo Nocentini \| Italie \| Sporting-Tavira \| + 7 min 42 s \| \| 8e \| Adrien Petit \| France \| Direct Énergie \| + 7 min 46 s \| \| 9e \| Luca Pacioni \| Italie \| Wilier Triestina-Selle Italia \| + 7 min 48 s \| \| 10e \| Youcef Reguigui \| Algérie \| Sovac-Natura4Ever \| + 7 min 50 s \| |                   |             |                               |                  |
| |                   |             |                               |                  |
| |                   |             |                               |                  |
| Classement général |                   |             |                               |                  |
| Coureur | Coureur           | Pays        | Équipe                        | Temps            |
| 1er | Joseph Areruya    | Rwanda      | Rwanda                        | 14 h 53 min 21 s |
| 2e | Nikodemus Holler  | Allemagne   | Bike Aid                      | + 11 s           |
| 3e | Damien Gaudin     | France      | Direct Énergie                | + 34 s           |
| 4e | Ilia Koshevoy     | Biélorussie | Wilier Triestina-Selle Italia | + 1 min 20 s     |
| 5e | Brenton Jones     | Australie   | Delko-Marseille Provence-KTM  | + 7 min 39 s     |
| 6e | Lucas Carstensen  | Allemagne   | Bike Aid                      | + 7 min 40 s     |
| 7e | Rinaldo Nocentini | Italie      | Sporting-Tavira               | + 7 min 42 s     |
| 8e | Adrien Petit      | France      | Direct Énergie                | + 7 min 46 s     |
| 9e | Luca Pacioni      | Italie      | Wilier Triestina-Selle Italia | + 7 min 48 s     |
| 10e | Youcef Reguigui   | Algérie     | Sovac-Natura4Ever             | + 7 min 50 s     |

### 5eétape
| Classement | Classement          | Classement | Classement                   | Classement         |
|            | Coureur             | Pays       | Équipe                       | Temps              |
| ---------- | ------------------- | ---------- | ---------------------------- | ------------------ |
| 1er        | Brenton Jones       | Australie  | Delko-Marseille Provence-KTM | en 3 h 18 min 48 s |
| 2e         | Youcef Reguigui     | Algérie    | Sovac-Natura4Ever            | + 0 s              |
| 3e         | Rinaldo Nocentini   | Italie     | Sporting-Tavira              | + 0 s              |
| 4e         | Zemenfes Solomon    | Érythrée   | Érythrée                     | + 1 s              |
| 5e         | Nikodemus Holler    | Allemagne  | Bike Aid                     | + 1 s              |
| 6e         | Salaheddine Mraouni | Maroc      | Maroc                        | + 1 s              |
| 7e         | Adrien Petit        | France     | Direct Énergie               | + 1 s              |
| 8e         | Joseph Areruya      | Rwanda     | Rwanda                       | + 1 s              |
| 9e         | Mikiel Habtom       | Érythrée   | Érythrée                     | + 1 s              |
| 10e        | Lucas Carstensen    | Allemagne  | Bike Aid                     | + 1 s              |
| modifier   |                     |            |                              |                    |

| \| Classement général \| Classement général \| Classement général \| Classement général \| Classement général \| \| Coureur \| Coureur \| Pays \| Équipe \| Temps \| \| ------------------ \| ------------------- \| ------------------ \| ----------------------------- \| ------------------ \| \| 1er \| Joseph Areruya \| Rwanda \| Rwanda \| 18 h 12 min 10 s \| \| 2e \| Nikodemus Holler \| Allemagne \| Bike Aid \| + 11 s \| \| 3e \| Damien Gaudin \| France \| Direct Énergie \| + 32 s \| \| 4e \| Ilia Koshevoy \| Biélorussie \| Wilier Triestina-Selle Italia \| + 1 min 44 s \| \| 5e \| Brenton Jones \| Australie \| Delko-Marseille Provence-KTM \| + 7 min 28 s \| \| 6e \| Rinaldo Nocentini \| Italie \| Sporting-Tavira \| + 7 min 37 s \| \| 7e \| Lucas Carstensen \| Allemagne \| Bike Aid \| + 7 min 40 s \| \| 8e \| Youcef Reguigui \| Algérie \| Sovac-Natura4Ever \| + 7 min 42 s \| \| 9e \| Adrien Petit \| France \| Direct Énergie \| + 7 min 46 s \| \| 10e \| Salaheddine Mraouni \| Maroc \| Maroc \| + 7 min 49 s \| |                     |             |                               |                  |
| |                     |             |                               |                  |
| |                     |             |                               |                  |
| Classement général |                     |             |                               |                  |
| Coureur | Coureur             | Pays        | Équipe                        | Temps            |
| 1er | Joseph Areruya      | Rwanda      | Rwanda                        | 18 h 12 min 10 s |
| 2e | Nikodemus Holler    | Allemagne   | Bike Aid                      | + 11 s           |
| 3e | Damien Gaudin       | France      | Direct Énergie                | + 32 s           |
| 4e | Ilia Koshevoy       | Biélorussie | Wilier Triestina-Selle Italia | + 1 min 44 s     |
| 5e | Brenton Jones       | Australie   | Delko-Marseille Provence-KTM  | + 7 min 28 s     |
| 6e | Rinaldo Nocentini   | Italie      | Sporting-Tavira               | + 7 min 37 s     |
| 7e | Lucas Carstensen    | Allemagne   | Bike Aid                      | + 7 min 40 s     |
| 8e | Youcef Reguigui     | Algérie     | Sovac-Natura4Ever             | + 7 min 42 s     |
| 9e | Adrien Petit        | France      | Direct Énergie                | + 7 min 46 s     |
| 10e | Salaheddine Mraouni | Maroc       | Maroc                         | + 7 min 49 s     |

### 6eétape
| \| Classement de l'étape \| Classement de l'étape \| Classement de l'étape \| Classement de l'étape \| Classement de l'étape \| \| Coureur \| Coureur \| Pays \| Équipe \| Temps \| \| --------------------- \| --------------------- \| --------------------- \| ----------------------------- \| --------------------- \| \| 1er \| Rinaldo Nocentini \| Italie \| Sporting-Tavira \| 2 h 32 min 48 s \| \| 2e \| Zemenfes Solomon \| Érythrée \| Érythrée \| + 0 s \| \| 3e \| Joseph Areruya \| Rwanda \| Rwanda \| + 4 s \| \| 4e \| Luca Pacioni \| Italie \| Wilier Triestina-Selle Italia \| + 5 s \| \| 5e \| Brenton Jones \| Australie \| Delko-Marseille Provence-KTM \| + 5 s \| \| 6e \| Youcef Reguigui \| Algérie \| Sovac-Natura4Ever \| + 5 s \| \| 7e \| Adrien Petit \| France \| Direct Énergie \| + 5 s \| \| 8e \| Nikodemus Holler \| Allemagne \| Bike Aid \| + 7 s \| \| 9e \| Henok Mulubrhan \| Érythrée \| Érythrée \| + 7 s \| \| 10e \| Hailemelekot Hailu \| Éthiopie \| Éthiopie \| + 7 s \| |                    |           |                               |                 |
| |                    |           |                               |                 |
| |                    |           |                               |                 |
| Classement de l'étape |                    |           |                               |                 |
| Coureur | Coureur            | Pays      | Équipe                        | Temps           |
| 1er | Rinaldo Nocentini  | Italie    | Sporting-Tavira               | 2 h 32 min 48 s |
| 2e | Zemenfes Solomon   | Érythrée  | Érythrée                      | + 0 s           |
| 3e | Joseph Areruya     | Rwanda    | Rwanda                        | + 4 s           |
| 4e | Luca Pacioni       | Italie    | Wilier Triestina-Selle Italia | + 5 s           |
| 5e | Brenton Jones      | Australie | Delko-Marseille Provence-KTM  | + 5 s           |
| 6e | Youcef Reguigui    | Algérie   | Sovac-Natura4Ever             | + 5 s           |
| 7e | Adrien Petit       | France    | Direct Énergie                | + 5 s           |
| 8e | Nikodemus Holler   | Allemagne | Bike Aid                      | + 7 s           |
| 9e | Henok Mulubrhan    | Érythrée  | Érythrée                      | + 7 s           |
| 10e | Hailemelekot Hailu | Éthiopie  | Éthiopie                      | + 7 s           |

| \| Classement général \| Classement général \| Classement général \| Classement général \| Classement général \| \| Coureur \| Coureur \| Pays \| Équipe \| Temps \| \| ------------------ \| ------------------- \| ------------------ \| ----------------------------- \| ------------------ \| \| 1er \| Joseph Areruya \| Rwanda \| Rwanda \| 20 h 44 min 58 s \| \| 2e \| Nikodemus Holler \| Allemagne \| Bike Aid \| + 18 s \| \| 3e \| Damien Gaudin \| France \| Direct Énergie \| + 38 s \| \| 4e \| Ilia Koshevoy \| Biélorussie \| Wilier Triestina-Selle Italia \| + 1 min 51 s \| \| 5e \| Rinaldo Nocentini \| Italie \| Sporting-Tavira \| + 7 min 27 s \| \| 6e \| Brenton Jones \| Australie \| Delko-Marseille Provence-KTM \| + 7 min 33 s \| \| 7e \| Youcef Reguigui \| Algérie \| Sovac-Natura4Ever \| + 7 min 47 s \| \| 8e \| Adrien Petit \| France \| Direct Énergie \| + 7 min 51 s \| \| 9e \| Salaheddine Mraouni \| Maroc \| Maroc \| + 7 min 55 s \| \| 10e \| Zemenfes Solomon \| Érythrée \| Érythrée \| + 7 min 56 s \| |                     |             |                               |                  |
| |                     |             |                               |                  |
| |                     |             |                               |                  |
| Classement général |                     |             |                               |                  |
| Coureur | Coureur             | Pays        | Équipe                        | Temps            |
| 1er | Joseph Areruya      | Rwanda      | Rwanda                        | 20 h 44 min 58 s |
| 2e | Nikodemus Holler    | Allemagne   | Bike Aid                      | + 18 s           |
| 3e | Damien Gaudin       | France      | Direct Énergie                | + 38 s           |
| 4e | Ilia Koshevoy       | Biélorussie | Wilier Triestina-Selle Italia | + 1 min 51 s     |
| 5e | Rinaldo Nocentini   | Italie      | Sporting-Tavira               | + 7 min 27 s     |
| 6e | Brenton Jones       | Australie   | Delko-Marseille Provence-KTM  | + 7 min 33 s     |
| 7e | Youcef Reguigui     | Algérie     | Sovac-Natura4Ever             | + 7 min 47 s     |
| 8e | Adrien Petit        | France      | Direct Énergie                | + 7 min 51 s     |
| 9e | Salaheddine Mraouni | Maroc       | Maroc                         | + 7 min 55 s     |
| 10e | Zemenfes Solomon    | Érythrée    | Érythrée                      | + 7 min 56 s     |

### 7eétape
| Classement | Classement          | Classement | Classement                    | Classement        |
|            | Coureur             | Pays       | Équipe                        | Temps             |
| ---------- | ------------------- | ---------- | ----------------------------- | ----------------- |
| 1er        | Luca Pacioni        | Italie     | Wilier Triestina-Selle Italia | en 3 h 7 min 26 s |
| 2e         | Brenton Jones       | Australie  | Delko-Marseille Provence-KTM  | + 0 s             |
| 3e         | Youcef Reguigui     | Algérie    | Sovac-Natura4Ever             | + 0 s             |
| 4e         | Adrien Petit        | France     | Direct Énergie                | + 0 s             |
| 5e         | Lucas Carstensen    | Allemagne  | Bike Aid                      | + 0 s             |
| 6e         | Meron Abraham       | Érythrée   | Bike Aid                      | + 0 s             |
| 7e         | Salaheddine Mraouni | Maroc      | Maroc                         | + 0 s             |
| 8e         | Lahcen Saber        | Maroc      | Maroc                         | + 0 s             |
| 9e         | Henok Mulubrhan     | Érythrée   | Érythrée                      | + 0 s             |
| 10e        | Fiseha Gebremariam  | Éthiopie   | Éthiopie                      | + 0 s             |
| modifier   |                     |            |                               |                   |

## Classements finals

### Classement général final
| \| Classement général \| Classement général \| Classement général \| Classement général \| Classement général \| \| Coureur \| Coureur \| Pays \| Équipe \| Temps \| \| ------------------ \| ------------------- \| ------------------ \| ----------------------------- \| ------------------ \| \| 1er \| Joseph Areruya \| Rwanda \| Rwanda \| 23 h 52 min 24 s \| \| 2e \| Nikodemus Holler \| Allemagne \| Bike Aid \| + 18 s \| \| 3e \| Damien Gaudin \| France \| Direct Énergie \| + 50 s \| \| 4e \| Ilia Koshevoy \| Biélorussie \| Wilier Triestina-Selle Italia \| + 1 min 51 s \| \| 5e \| Brenton Jones \| Australie \| Delko-Marseille Provence-KTM \| + 7 min 27 s \| \| 6e \| Rinaldo Nocentini \| Italie \| Sporting-Tavira \| + 7 min 27 s \| \| 7e \| Youcef Reguigui \| Algérie \| Sovac-Natura4Ever \| + 7 min 43 s \| \| 8e \| Adrien Petit \| France \| Direct Énergie \| + 7 min 51 s \| \| 9e \| Salaheddine Mraouni \| Maroc \| Maroc \| + 7 min 55 s \| \| 10e \| Salim Kipkemboi \| Kenya \| Bike Aid \| + 8 min 01 s \| |                     |             |                               |                  |
| |                     |             |                               |                  |
| Sources : ProCyclingStats Cycling Quotient |                     |             |                               |                  |
| Classement général |                     |             |                               |                  |
| Coureur | Coureur             | Pays        | Équipe                        | Temps            |
| 1er | Joseph Areruya      | Rwanda      | Rwanda                        | 23 h 52 min 24 s |
| 2e | Nikodemus Holler    | Allemagne   | Bike Aid                      | + 18 s           |
| 3e | Damien Gaudin       | France      | Direct Énergie                | + 50 s           |
| 4e | Ilia Koshevoy       | Biélorussie | Wilier Triestina-Selle Italia | + 1 min 51 s     |
| 5e | Brenton Jones       | Australie   | Delko-Marseille Provence-KTM  | + 7 min 27 s     |
| 6e | Rinaldo Nocentini   | Italie      | Sporting-Tavira               | + 7 min 27 s     |
| 7e | Youcef Reguigui     | Algérie     | Sovac-Natura4Ever             | + 7 min 43 s     |
| 8e | Adrien Petit        | France      | Direct Énergie                | + 7 min 51 s     |
| 9e | Salaheddine Mraouni | Maroc       | Maroc                         | + 7 min 55 s     |
| 10e | Salim Kipkemboi     | Kenya       | Bike Aid                      | + 8 min 01 s     |

### Classements annexes
| Classement par points | Classement par points | Classement par points | Classement par points         | Classement par points |
| Coureur               | Coureur               | Pays                  | Équipe                        | Points                |
| --------------------- | --------------------- | --------------------- | ----------------------------- | --------------------- |
| 1er                   | Brenton Jones         | Australie             | Delko-Marseille Provence-KTM  | 165 pts               |
| 2e                    | Youcef Reguigui       | Algérie               | Sovac-Natura4Ever             | 148 pts               |
| 3e                    | Luca Pacioni          | Italie                | Wilier Triestina-Selle Italia | 139 pts               |
| 4e                    | Rinaldo Nocentini     | Italie                | Sporting-Tavira               | 106 pts               |
| 5e                    | Adrien Petit          | France                | Direct Énergie                | 96 pts                |
| 6e                    | Lucas Carstensen      | Allemagne             | Bike Aid                      | 93 pts                |
| 7e                    | Nikodemus Holler      | Allemagne             | Bike Aid                      | 90 pts                |
| 8e                    | Salaheddine Mraouni   | Maroc                 | Maroc                         | 81 pts                |
| 9e                    | Henok Mulubrhan       | Érythrée              | Érythrée                      | 71 pts                |
| 10e                   | Joseph Areruya        | Rwanda                | Rwanda                        | 70 pts                |

| Classement par points | Classement par points | Classement par points | Classement par points         | Classement par points |
| Coureur               | Coureur               | Pays                  | Équipe                        | Points                |
| --------------------- | --------------------- | --------------------- | ----------------------------- | --------------------- |
| 1er                   | Brenton Jones         | Australie             | Delko-Marseille Provence-KTM  | 165 pts               |
| 2e                    | Youcef Reguigui       | Algérie               | Sovac-Natura4Ever             | 148 pts               |
| 3e                    | Luca Pacioni          | Italie                | Wilier Triestina-Selle Italia | 139 pts               |
| 4e                    | Rinaldo Nocentini     | Italie                | Sporting-Tavira               | 106 pts               |
| 5e                    | Adrien Petit          | France                | Direct Énergie                | 96 pts                |
| 6e                    | Lucas Carstensen      | Allemagne             | Bike Aid                      | 93 pts                |
| 7e                    | Nikodemus Holler      | Allemagne             | Bike Aid                      | 90 pts                |
| 8e                    | Salaheddine Mraouni   | Maroc                 | Maroc                         | 81 pts                |
| 9e                    | Henok Mulubrhan       | Érythrée              | Érythrée                      | 71 pts                |
| 10e                   | Joseph Areruya        | Rwanda                | Rwanda                        | 70 pts                |

| Classement de la montagne | Classement de la montagne | Classement de la montagne | Classement de la montagne | Classement de la montagne |
| Coureur                   | Coureur                   | Pays                      | Équipe                    | Points                    |
| ------------------------- | ------------------------- | ------------------------- | ------------------------- | ------------------------- |
| 1er                       | Tesfom Okubamariam        | Érythrée                  | Érythrée                  | 22 pts                    |
| 2e                        | Sirak Tesfom              | Érythrée                  | Érythrée                  | 19 pts                    |
| 3e                        | Salaheddine Mraouni       | Maroc                     | Maroc                     | 18 pts                    |
| 4e                        | Mohcine El Kouraji        | Maroc                     | Maroc                     | 17 pts                    |
| 5e                        | Joseph Areruya            | Rwanda                    | Rwanda                    | 9 pts                     |
| 6e                        | Henok Mulubrhan           | Érythrée                  | Érythrée                  | 9 pts                     |
| 7e                        | Alejandro Marque          | Espagne                   | Sporting-Tavira           | 8 pts                     |
| 8e                        | Damien Gaudin             | France                    | Direct Énergie            | 8 pts                     |
| 9e                        | Mikiel Habtom             | Érythrée                  | Érythrée                  | 6 pts                     |
| 10e                       | Rinaldo Nocentini         | Italie                    | Sporting-Tavira           | 5 pts                     |

| Classement de la montagne | Classement de la montagne | Classement de la montagne | Classement de la montagne | Classement de la montagne |
| Coureur                   | Coureur                   | Pays                      | Équipe                    | Points                    |
| ------------------------- | ------------------------- | ------------------------- | ------------------------- | ------------------------- |
| 1er                       | Tesfom Okubamariam        | Érythrée                  | Érythrée                  | 22 pts                    |
| 2e                        | Sirak Tesfom              | Érythrée                  | Érythrée                  | 19 pts                    |
| 3e                        | Salaheddine Mraouni       | Maroc                     | Maroc                     | 18 pts                    |
| 4e                        | Mohcine El Kouraji        | Maroc                     | Maroc                     | 17 pts                    |
| 5e                        | Joseph Areruya            | Rwanda                    | Rwanda                    | 9 pts                     |
| 6e                        | Henok Mulubrhan           | Érythrée                  | Érythrée                  | 9 pts                     |
| 7e                        | Alejandro Marque          | Espagne                   | Sporting-Tavira           | 8 pts                     |
| 8e                        | Damien Gaudin             | France                    | Direct Énergie            | 8 pts                     |
| 9e                        | Mikiel Habtom             | Érythrée                  | Érythrée                  | 6 pts                     |
| 10e                       | Rinaldo Nocentini         | Italie                    | Sporting-Tavira           | 5 pts                     |

| Classement des sprints | Classement des sprints | Classement des sprints | Classement des sprints | Classement des sprints |
| Coureur                | Coureur                | Pays                   | Équipe                 | Points                 |
| ---------------------- | ---------------------- | ---------------------- | ---------------------- | ---------------------- |
| 1er                    | Tesfom Okubamariam     | Érythrée               | Érythrée               | 16 pts                 |
| 2e                     | Mohcine El Kouraji     | Maroc                  | Maroc                  | 15 pts                 |
| 3e                     | Damien Gaudin          | France                 | Direct Énergie         | 11 pts                 |
| 4e                     | Mikiel Habtom          | Érythrée               | Érythrée               | 11 pts                 |
| 5e                     | Joseph Areruya         | Rwanda                 | Rwanda                 | 9 pts                  |
| 6e                     | Nicola Toffali         | Italie                 | Sporting-Tavira        | 7 pts                  |
| 7e                     | Temesgen Buru          | Éthiopie               | Éthiopie               | 7 pts                  |
| 8e                     | Nikodemus Holler       | Allemagne              | Bike Aid               | 6 pts                  |
| 9e                     | Salaheddine Mraouni    | Maroc                  | Maroc                  | 6 pts                  |
| 10e                    | Henok Mulubrhan        | Érythrée               | Érythrée               | 5 pts                  |

| Classement des sprints | Classement des sprints | Classement des sprints | Classement des sprints | Classement des sprints |
| Coureur                | Coureur                | Pays                   | Équipe                 | Points                 |
| ---------------------- | ---------------------- | ---------------------- | ---------------------- | ---------------------- |
| 1er                    | Tesfom Okubamariam     | Érythrée               | Érythrée               | 16 pts                 |
| 2e                     | Mohcine El Kouraji     | Maroc                  | Maroc                  | 15 pts                 |
| 3e                     | Damien Gaudin          | France                 | Direct Énergie         | 11 pts                 |
| 4e                     | Mikiel Habtom          | Érythrée               | Érythrée               | 11 pts                 |
| 5e                     | Joseph Areruya         | Rwanda                 | Rwanda                 | 9 pts                  |
| 6e                     | Nicola Toffali         | Italie                 | Sporting-Tavira        | 7 pts                  |
| 7e                     | Temesgen Buru          | Éthiopie               | Éthiopie               | 7 pts                  |
| 8e                     | Nikodemus Holler       | Allemagne              | Bike Aid               | 6 pts                  |
| 9e                     | Salaheddine Mraouni    | Maroc                  | Maroc                  | 6 pts                  |
| 10e                    | Henok Mulubrhan        | Érythrée               | Érythrée               | 5 pts                  |

| Classement du meilleur jeune | Classement du meilleur jeune | Classement du meilleur jeune | Classement du meilleur jeune  | Classement du meilleur jeune |
| Coureur                      | Coureur                      | Pays                         | Équipe                        | Temps                        |
| ---------------------------- | ---------------------------- | ---------------------------- | ----------------------------- | ---------------------------- |
| 1er                          | Joseph Areruya               | Rwanda                       | Rwanda                        | 23 h 52 min 24 s             |
| 2e                           | Salim Kipkemboi              | Kenya                        | Bike Aid                      | + 8 min 01 s                 |
| 3e                           | Fiseha Gebremariam           | Éthiopie                     | Éthiopie                      | + 8 min 09 s                 |
| 4e                           | Henok Mulubrhan              | Érythrée                     | Érythrée                      | + 8 min 20 s                 |
| 5e                           | Saymon Musie                 | Érythrée                     | Érythrée                      | + 10 min 59 s                |
| 6e                           | Meron Abraham                | Érythrée                     | Bike Aid                      | + 11 min 35 s                |
| 7e                           | Mohcine El Kouraji           | Maroc                        | Maroc                         | + 13 min 18 s                |
| 8e                           | Luca Raggio                  | Italie                       | Wilier Triestina-Selle Italia | + 14 min 46 s                |
| 9e                           | Simone Bevilacqua            | Italie                       | Wilier Triestina-Selle Italia | + 17 min 26 s                |
| 10e                          | Massimo Rosa                 | Italie                       | Wilier Triestina-Selle Italia | + 17 min 52 s                |

| Classement du meilleur jeune | Classement du meilleur jeune | Classement du meilleur jeune | Classement du meilleur jeune  | Classement du meilleur jeune |
| Coureur                      | Coureur                      | Pays                         | Équipe                        | Temps                        |
| ---------------------------- | ---------------------------- | ---------------------------- | ----------------------------- | ---------------------------- |
| 1er                          | Joseph Areruya               | Rwanda                       | Rwanda                        | 23 h 52 min 24 s             |
| 2e                           | Salim Kipkemboi              | Kenya                        | Bike Aid                      | + 8 min 01 s                 |
| 3e                           | Fiseha Gebremariam           | Éthiopie                     | Éthiopie                      | + 8 min 09 s                 |
| 4e                           | Henok Mulubrhan              | Érythrée                     | Érythrée                      | + 8 min 20 s                 |
| 5e                           | Saymon Musie                 | Érythrée                     | Érythrée                      | + 10 min 59 s                |
| 6e                           | Meron Abraham                | Érythrée                     | Bike Aid                      | + 11 min 35 s                |
| 7e                           | Mohcine El Kouraji           | Maroc                        | Maroc                         | + 13 min 18 s                |
| 8e                           | Luca Raggio                  | Italie                       | Wilier Triestina-Selle Italia | + 14 min 46 s                |
| 9e                           | Simone Bevilacqua            | Italie                       | Wilier Triestina-Selle Italia | + 17 min 26 s                |
| 10e                          | Massimo Rosa                 | Italie                       | Wilier Triestina-Selle Italia | + 17 min 52 s                |

#### Classement de la meilleure équipe
| Classement par équipes | Classement par équipes        | Classement par équipes | Classement par équipes |
| Équipe                 | Équipe                        | Pays                   | Temps                  |
| ---------------------- | ----------------------------- | ---------------------- | ---------------------- |
| 1re                    | Bike Aid                      | Allemagne              | 71 h 53 min 42 s       |
| 2e                     | Direct Énergie                | France                 | + 1 min 02 s           |
| 3e                     | Wilier Triestina-Selle Italia | Italie                 | + 1 min 52 s           |
| 4e                     | Érythrée                      | Érythrée               | + 7 min 34 s           |
| 5e                     | Sporting-Tavira               | Portugal               | + 8 min 30 s           |
| 6e                     | Maroc                         | Maroc                  | + 9 min 05 s           |
| 7e                     | Delko-Marseille Provence-KTM  | France                 | + 11 min 10 s          |
| 8e                     | Éthiopie                      | Éthiopie               | + 11 min 19 s          |
| 9e                     | Rwanda                        | Rwanda                 | + 23 min 47 s          |
| 10e                    | Tunisie                       | Tunisie                | + 24 min 24 s          |

## Classements UCI
La course attribue le même nombre des points pour l'UCI Europe Tour 2018 et le Classement mondial UCI (pour tous les coureurs).
| Position           | 1er | 2e | 3e | 4e | 5e | 6e | 7e | 8e | 9e | 10e |
| Classement général | 125 | 85 | 70 | 60 | 50 | 40 | 35 | 30 | 25 | 20  |
| Par étapes         | 14  | 5  | 3  |    |    |    |    |    |    |     |
| Leader             | 3   |    |    |    |    |    |    |    |    |     |

| Classement | Classement          | Classement                    | Classement | Classement | Classement | Classement |
| Pos        | Coureur             | Équipe                        | Général    | Étape      | Leader     | Total      |
| ---------- | ------------------- | ----------------------------- | ---------- | ---------- | ---------- | ---------- |
| 1          | Joseph Areruya      | Rwanda                        | 125        | 17         | 9          | 151        |
| 2          | Brenton Jones       | Delko-Marseille Provence-KTM  | 50         | 36         | 3          | 89         |
| 3          | Nikodemus Holler    | Bike Aid                      | 85         | 3          | -          | 88         |
| 4          | Damien Gaudin       | Direct Énergie                | 70         | 5          | -          | 75         |
| 5          | Rinaldo Nocentini   | Sporting-Tavira               | 40         | 31         | -          | 71         |
| 6          | Ilia Koshevoy       | Wilier Triestina-Selle Italia | 60         | 5          | -          | 65         |
| 7          | Youcef Reguigui     | Sovac-Natura4Ever             | 35         | 11         | -          | 46         |
| 8          | Adrien Petit        | Direct Énergie                | 30         | 5          | -          | 35         |
| 9          | Salaheddine Mraouni | Maroc                         | 25         | -          | -          | 25         |
| 10         | Lucas Carstensen    | Bike Aid                      | -          | 17         | 6          | 23         |